# Pourekh
Pourekh (en russe : Пуре́х) est un village de Russie du district urbain de Tchkalovsk dans l'oblast de Nijni Novgorod. C'est le siège administratif du conseil rural de Pourekh qui regroupe en plus une vingtaine de petits villages et hameaux. Il comprenait 1 505 habitants en 2010. 

## Géographie
Pourekh se trouve à 18 km au sud-ouest du chef-lieu du district urbain de Tchkalovsk, la ville de Tchkalov, et à 83 km au nord de Nijni Novgorod, sur l'ancienne route Gorodets-Iaroslavl. Le village est baigné par la rivière Kolossenka. La rivière Ioug (affluent de la Volga) coule à l'est du village.

## Histoire

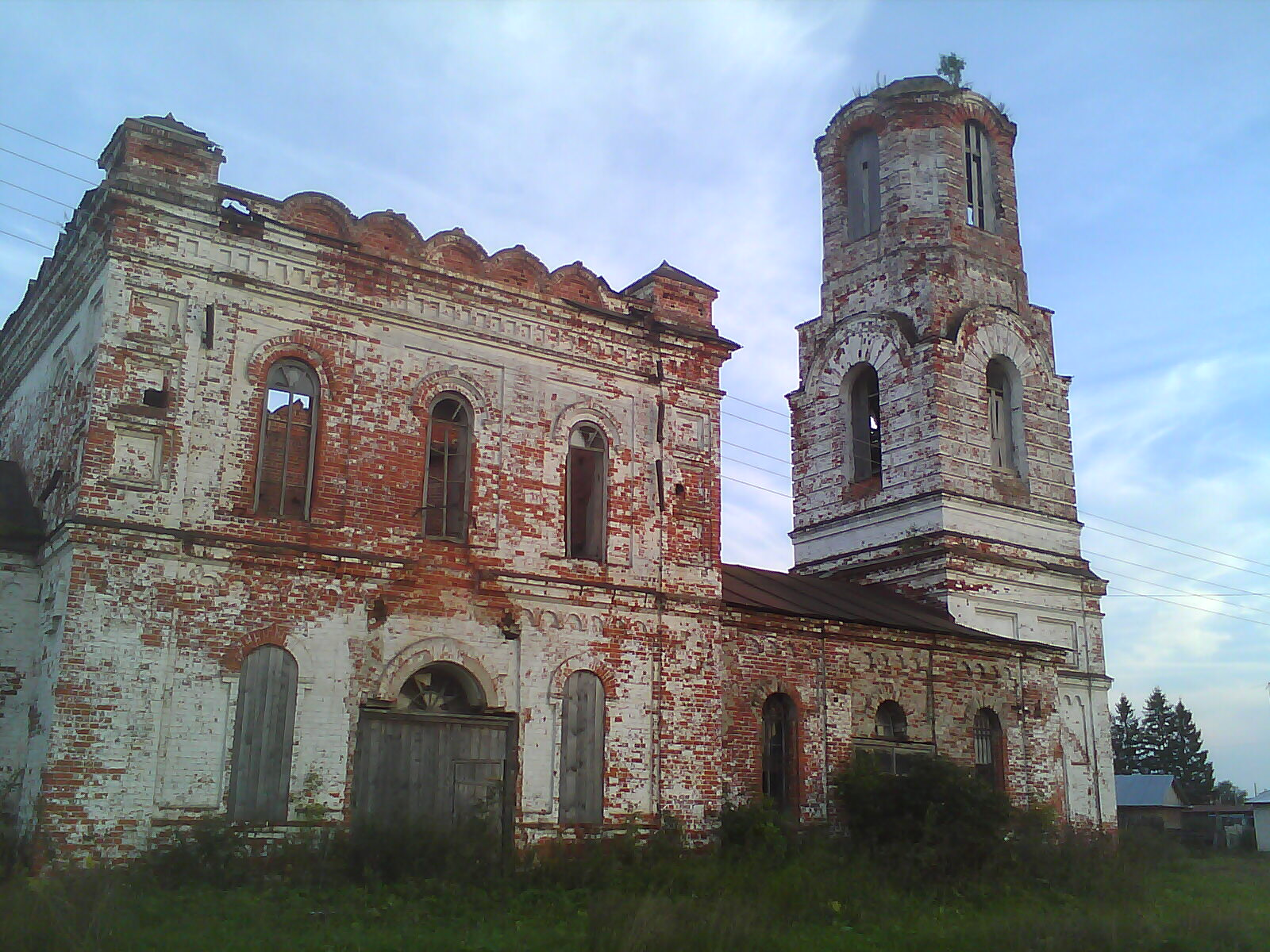
Vue de l'église de la Pentecôte de Pourekh.

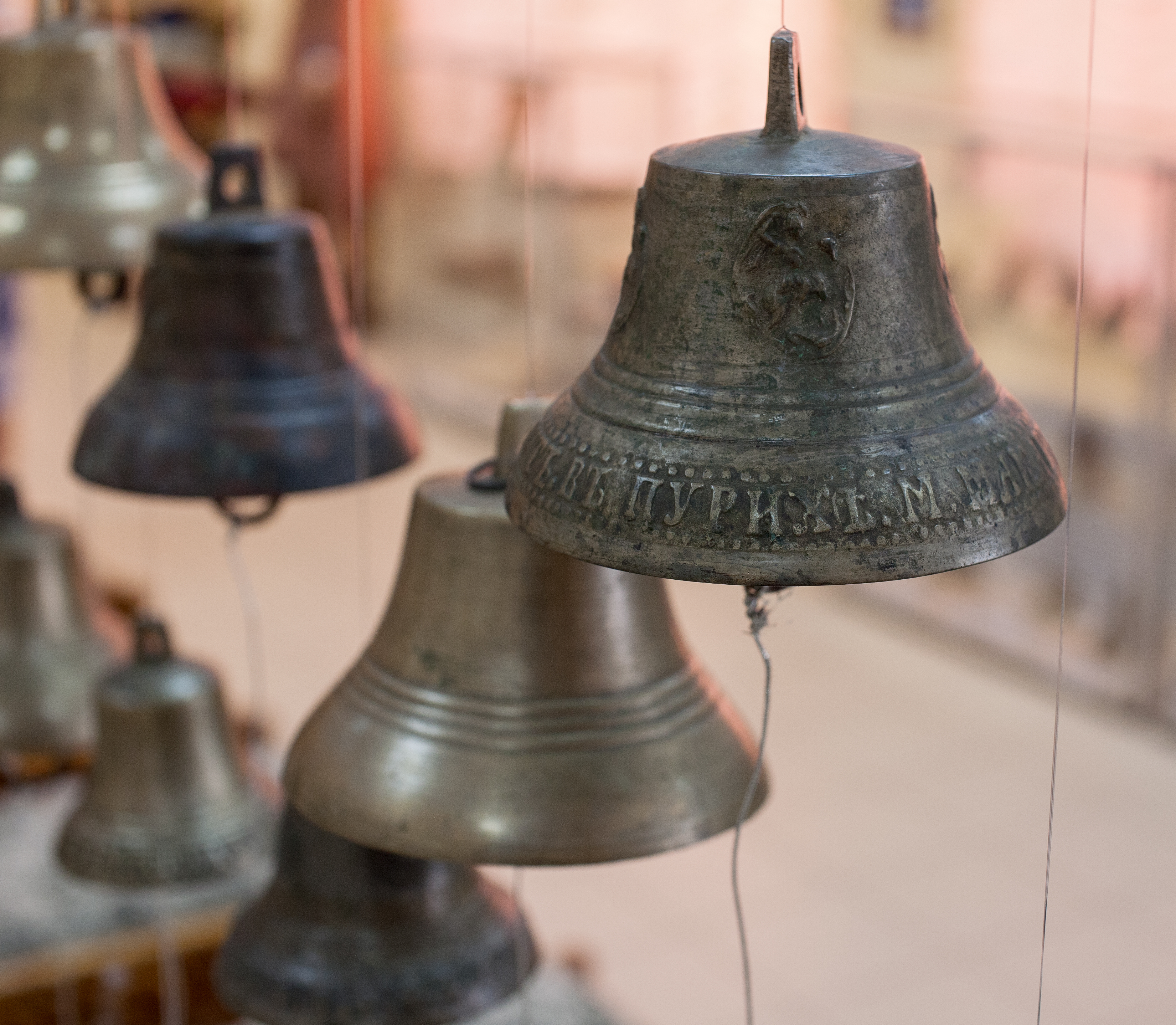
Cloches de Pourekh.

Les terres des environs étaient occupées autrefois par des tribus de Mériens. Le nom du village proviendrait du mot « pouré » nom mérien pour une boisson à base de houblon ressemblant à la « miédovoukha » russe. D'après Alexandre Matveïev, le mot de « pouré » est dérivé d'un mot mérien « poro » signifiant bon, de bonne qualité.
L'ancienne route de Gorodets à Iaroslavl traversait le village et plus tard le relia à Nijni Novgorod.
Le prince Pojarski reçoit ces terres au début du XVIIe siècle en témoignage de gratitude pour la libération de Moscou des Polono-Lithuaniens. Des églises sont bâties à cette époque, ainsi que le monastère de la Transfiguration-Saint-Macaire qui comprenait l'église de la Transfiguration-du-Sauveur, terminée par le fils du prince Pojarski, Ivan Pojarski. Le monastère est supprimé à la fin du XVIIe siècle; mais un village subsiste tout autour, appelé la sloboda Saint-Macaire, puis appelé le village de Pourekh.
Les terres sont héritées par les descendants des princes Pojarski: les Dolgorouki, les Galitzine, les Repnine. Ensuite Pourekh est administré par la Grande Cour. En 1762, la Grande Catherine en fait don à Ivan Elaguine, puis il passe à l'un des favoris de l'impératrice, Alexandre Dmitriev-Mamontov.
Après la mort du dernier Dmitriev-Mamontov, le village devient la propriété d'Ivan Fonvizine, arrière-petit-neveu du grand écrivain Denis Fonvizine. Au milieu du XIXe siècle, Pourekh devient un foyer de production de cloches et de clochettes, concurrençant la fonderie de Valdaï. L'on fabrique des cloches en cuivre, en fonte ou en fer de toute taille et les cloches de Pourekh acquièrent une grande notoriété dans toute la Russie. La famille Trochine possède la principale fonderie de cloches et l'usine d'Egor Klioukov en fabrique, ainsi qu'une quinzaine d'ateliers,. Parmi les plus célèbres, l'on distingue la fonderie de cloches des frères Gomouline. 
Les clochettes et grelots de Pourekh étaient extrêmement populaires, en particulier parmi les cochers, les izvoztchiks, les conducteurs de fiacres, etc. Le dimanche, de grands marchés et bazars se tenaient à Pourekh, et parmi les marchandises les cloches de ses ateliers y figuraient en bonne place. 
Des sept églises de Pourekh, il en subsiste deux aujourd'hui, l'église de la Pentecôte qui est en ruines, et l'église de la Transfiguration-du-Sauveur qui dépend de l'éparchie de Vyksa. Le petit village d'Ostapovo fait partie du village de Pourekh depuis 2017.

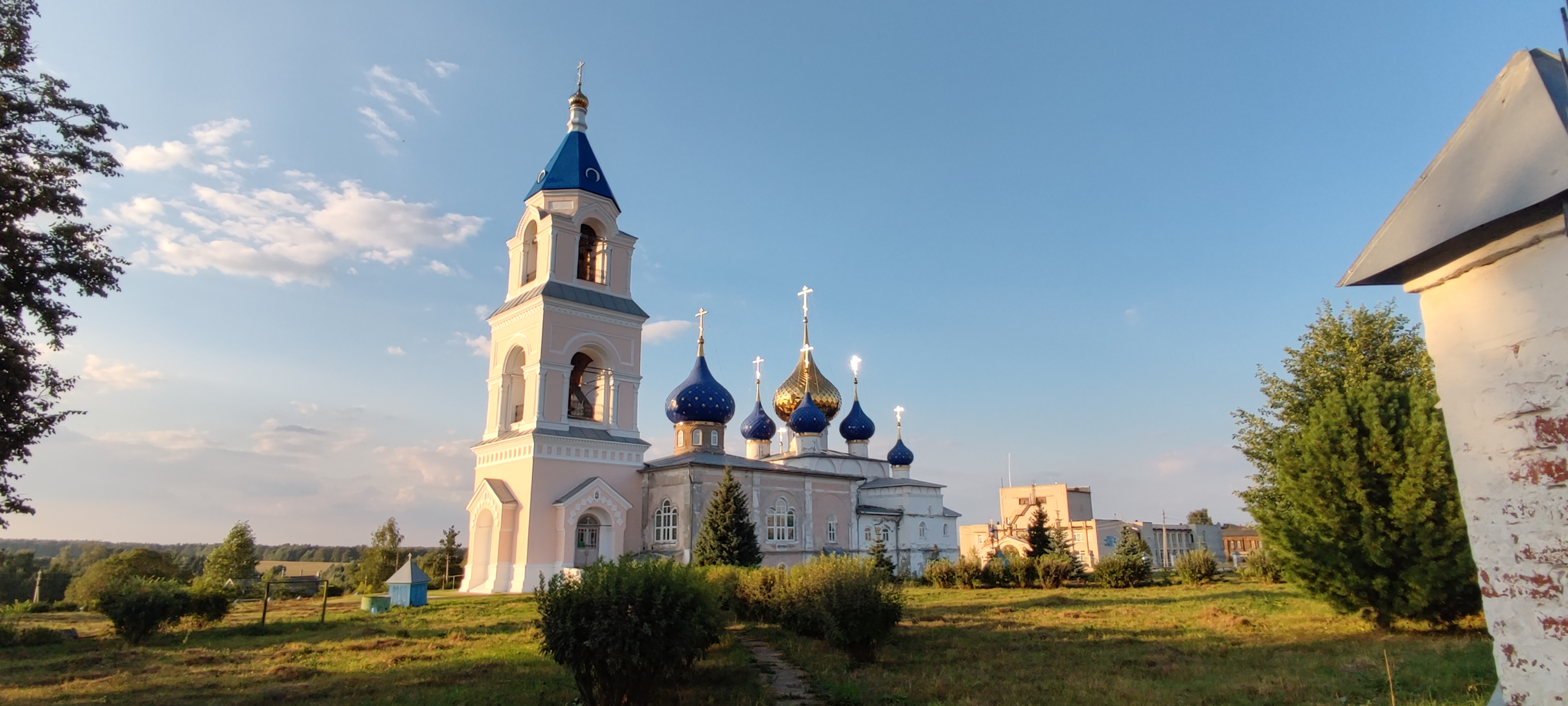
L'église de la Transfiguration-du-Sauveur.

## Population
- 2002: 1646 habitants
- 2010: 1505 habitants